# Turski klen
Turski klen (latinski: Telestes turskyi) endemska je vrsta šaranke. Nastanjuje rijeku Krku i Čikolu. Prema nekim autorima ova je vrsta nastanjivala krške potoke Livanjskog polja i Buško jezero. Do 2002. smatrana je izumrlom vrstom.